# Mon paradis (album)
Cet article concerne l'album. Pour la tournée, voir Mon paradis.
Albums de Christophe Maé
Sa danse donne
(2006) Comme à la Maison
(2008)
Singles
1. On s'attache
Sortie : 5 février 2007
2. Parce qu'on sait jamais
Sortie : 18 juin 2007
3. Ça fait mal
Sortie : 1er octobre 2007
4. Belle demoiselle
Sortie : 25 mars 2008

Mon paradis est le premier album du chanteur français Christophe Maé sorti le 19 mars 2007.

## Liste des titres
| 1.    | On s'attache            | Lionel Florence, Bruno Dandrimont, Christophe Maé                | 3:11 |
| 2.    | Mon paradis             | Michel Domisseck, Christophe Maé                                 | 3:10 |
| 3.    | Belle demoiselle        | Michel Domisseck                                                 | 3:30 |
| 4.    | Parce qu'on sait jamais | Lionel Florence, Philippe Jacquot                                | 3:12 |
| 5.    | Ça fait mal             | Bruno Dandrimont, Christophe Maé                                 | 3:42 |
| 6.    | L'art et la manière     | Lionel Florence, Pascal Obispo                                   | 4:03 |
| 7.    | C'est ma terre          | Lionel Florence, Christophe Maé, Jean-François Orricelli         | 3:51 |
| 8.    | Maman                   | Christophe Maé, Jean-François Orricelli                          | 3:46 |
| 9.    | Ma vie est une larme    | Bruno Dandrimont, Christophe Maé                                 | 3:17 |
| 10.   | Va voir ailleurs        | Bruno Dandrimont, Christophe Maé                                 | 3:14 |
| 11.   | Mon père spirituel      | Christophe Maé                                                   | 3:19 |
| 12.   | Spleen                  | Christophe Maé, Jean-Pierre Pilot, Rodriguez, Olivier Schultheis | 3:02 |
| 41:17 |                         |                                                                  |      |

## Clips vidéo
- On s'attache : 15 mars 2011
- Parce qu'on sait jamais : 15 mars 2011
- Ça fait mal : 15 mars 2011
- Belle demoiselle : 15 mars 2011

## Accueil commercial
L'album s'est vendu à plus d'1,3 million d'exemplaires et a atteint le sommet du Top Albums 10 mois après sa sortie. Le premier single, On s'attache, s'est classé no 1 au Top 50.

## Classements

### Classements hebdomadaires
| Classements (2007)           | Charts |
| ---------------------------- | ------ |
| Suisse (Schweizer Hitparade) | 18     |
| France (SNEP)                | 1      |
| Belgique (Wallonie Ultratop) | 1      |